# La casa de Bernarda Alba (pel·lícula)
La casa de Bernarda Alba és una pel·lícula espanyola dirigida per Mario Camus en 1987 a partir de l'obra teatral homònima de Federico García Lorca. Va ser rodada en les localitats malaguenyes de Ronda i Antequera, i al poble gadità de Zahara de la Sierra. Fou exhibida a la secció Un Certain Regard del 40è Festival Internacional de Cinema de Canes i a la competició principal del 15è Festival Internacional de Cinema de Moscou.

## Argument
Després de la mort del seu segon marit, Bernarda Alba sotmet a les seves cinc filles a una fèrria disciplina que resulta, en la pràctica, un enterrament en vida. L'aparició d'un home, Pepe el Romano, per a casar-se amb Angustias, fa que la vida d'aquestes dones canviï dràsticament i de manera irreversible cap a un rumb tan dramàtic com inesperat.

## Fitxa artística
- Irene Gutiérrez Caba (Bernarda Alba)
- Ana Belén (Adela)
- Florinda Chico (Poncia)
- Enriqueta Carballeira (Angustias)
- Vicky Peña (Martirio)
- Aurora Pastor (Magdalena)
- Mercedes Lezcano (Amelia)
- Rosario García Ortega (María Josefa)

## Palmarès cinematográfic
II Premis Goya
| Categoria                  | Persona              | Resultat  |
| -------------------------- | -------------------- | --------- |
| Millor actriu protagonista | Irene Gutiérrez Caba | Nominat   |
| Millor direcció artística  | Rafael Palmero       | Guanyador |
| Millor disseny de vestuari | Pepe Rubio           | Nominat   |

Fotogramas de Plata 1987
| Categoria               | Persona   | Resultat |
| ----------------------- | --------- | -------- |
| Millor actriu de cinema | Ana Belén | Nominat  |